# Temelucha undulata
Temelucha undulata là một loài tò vò trong họ Ichneumonidae.